# Košická kotlina
Košická kotlina este o arie protejată (arie de protecție specială avifaunistică — SPA) din Slovacia întinsă pe o suprafață de 17.354,31 ha, integral pe uscat.

## Localizare
Centrul sitului Košická kotlina este situat la coordonatele 48°34′46″N 21°14′38″E / 48.579579°N 21.243851°E.

## Înființare
Situl Košická kotlina a fost declarat arie de protecție specială avifaunistică în iulie 2003 pentru a proteja 6 specii de animale.

## Biodiversitate
Situată în ecoregiunile alpină și panonică, aria protejată nu include niciun habitat protejat.
La baza desemnării sitului se află mai multe specii protejate de  păsări (6): acvilă de câmp (Aquila heliaca), barză albă (Ciconia ciconia), prepeliță (Coturnix coturnix), ciocănitoare de grădină (Dendrocopos syriacus), șoim dunărean (Falco cherrug), huhurezul mic (Strix uralensis).